# Mecistognatha fijiensis
Mecistognatha fijiensis är en fjärilsart som beskrevs av George Francis Hampson. Mecistognatha fijiensis ingår i släktet Mecistognatha och familjen nattflyn. Inga underarter finns listade i Catalogue of Life.